# Constitució de Weimar
La Constitució de Weimar (en alemany: Weimarer Verfassung, i oficialment: Verfassung des Deutschen Reichs) fou una constitució d'Alemanya sancionada el 14 d'agost de 1919, que va establir una república federal amb nou estats i l'elecció d'un president per votació popular, qui tenia la facultat d'escollir el canceller perquè formés un govern. El president podia dissoldre el gabinet i vetar les lleis del poder legislatiu. Les seves facultats incloïen la facultat d'intervenir als estats federals, amb l'objectiu de prevenir problemes d'ordre social.
Aquesta constitució, juntament amb la Constitució de Mèxic, sancionada dos anys abans, van donar origen al constitucionalisme social, que establí l'estat del benestar i va reconèixer els drets dels treballadors.

## LaGran Alemanya
Malgrat tot el poder del president, la República de Weimar mantingué principis democràtics conservadors. A més a més, van establir-se els colors negre, vermell i daurat com a símbols de la Gran Alemanya, que en teoria havia d'incloure-hi Àustria, tot i que això no es feu immediatament, ja que el Tractat de Versalles no ho permetia.
La República de Weimar va estar sempre molt ocupada tractant de mantenir en ordre els bolxevics, mentrestant, els socialdemòcrates s'anaven aliant amb els veterans de la guerra. La República de Weimar va tenir una votació del 38%, molt bona, però no era prou per emprendre accions en contra dels partits extremistes.